# Trivières
Trivières (en wallon Triviere) est une section de la ville belge de La Louvière, située en Wallonie dans la province de Hainaut.
C'était une commune à part entière avant la fusion des communes de 1977.

## Étymologie
L’origine étymologique du nom de Trivières est fort contestée. Selon certains, Trivières aurait été le théâtre d’une épique rencontre entre les Trévires et d’autres tribus gauloises contre les légions romaines de Tibère et Drussus. Les Trévires furent tous massacrés et c’est en leur souvenir que nos ancêtres auraient appelé cette région Trivières.
Cette hypothèse peut facilement être radiée des possibilités étymologiques. En effet, les Trévires n’ont jamais occupé les contrées du Hainaut; de plus, il ne subsiste aucun texte relatant cette hypothétique bataille.
Autre possibilité étymologique, trois rivières (la Haine, la Princesse et le Rieu des Estinnes) traversent le territoire de la commune. L’évolution linguistique aurait déformé trois rivières en Trivières.
Enfin dernière hypothèse, Trivières viendrait du latin « trivium » (trois chemins). Trois chemins se rencontrent presque au centre du village. L’un mène à Saint-Vaast, l’autre à Strépy et le dernier à Estinnes.

## Géographie

### Morphologie urbaine

#### Quartiers
- Le Provia.
- Les Grands Prés.
- Blanches Terres.
- Le Moussière.
- Les Haiwis.
- Le Barette.
- Le Quesnoy.

#### Cités
- Cité du Parc.
- Nouvelle Cité.

## Évolution démographique
- Sources : INS, Rem. : 1831 jusqu'en 1970 = recensements, 1976 = nombre d'habitants au 31 décembre.

## Histoire
La seigneurie principale du village de Trivières fut la propriété de plusieurs grandes familles. Les familles de Trivières, de Namur (1400), de La Hamaide (1670), de la Barre (1740), de van Brocchem, de Looz de Corswaren (1754) et de Wolff de Moorsel (descendants directs des rois d’Irlande) se succédèrent à la seigneurie de Trivières qui devint par la suite baronnie. Outre cette importante seigneurie, il existait également à Trivières de plus petites mais tout aussi intéressantes dépendances. Citons, par exemple, le fief de Solis, la seigneurie de Rebecq et les possessions foncières de l’abbaye de Saint-Feuillien du Roeulx.

## Armoiries
|  | Les armes sont dérivées des armes de la famille de la Hamaide, seigneurs de Trivières de 1679-1740. Blasonnement : D'or à la hamaide de gueules. - Arrêté royal : 3 mars 1914 |

## Patrimoine
- Eglise Saint-Martin. Construite en 1876 selon les plans de C. Muller en style néo-gothique[3].
- Chapelle Notre-Dame du Puits. Érigée en 1664[4].
- Château de Trivières. Construit par la famille de Wolf de Moorsel, au début du 19e siècle et vendu à la société des Charbonnages du Bois-du-Luc en 1912. Dès 1917, il est racheté par l'administration communale de Trivières. Aujourd'hui, il héberge le Centre régional d'action interculturelle du Centre, une antenne du CPAS et une bibliothèque[5].

## Économie

### Industrie
Le sous-sol de Trivières était très riche en houille; son exploitation fut concédée, en 1786, à la Société de Saint-Denis-Obourg. Par la suite, le charbonnage de Trivières fut vendu à la Société du Bois-du-Luc, qui en conserva les concessions jusqu’en 1822. L’exploitation avait lieu en différents puits répartis sur l’étendue communale; le plus important de ces puits est celui du Quesnoy qui était relié à Bois-du-Luc par une voie ferrée. Outre l’industrie charbonnière, Trivières comptait plusieurs brasseries et un petit atelier de construction.

## Galerie

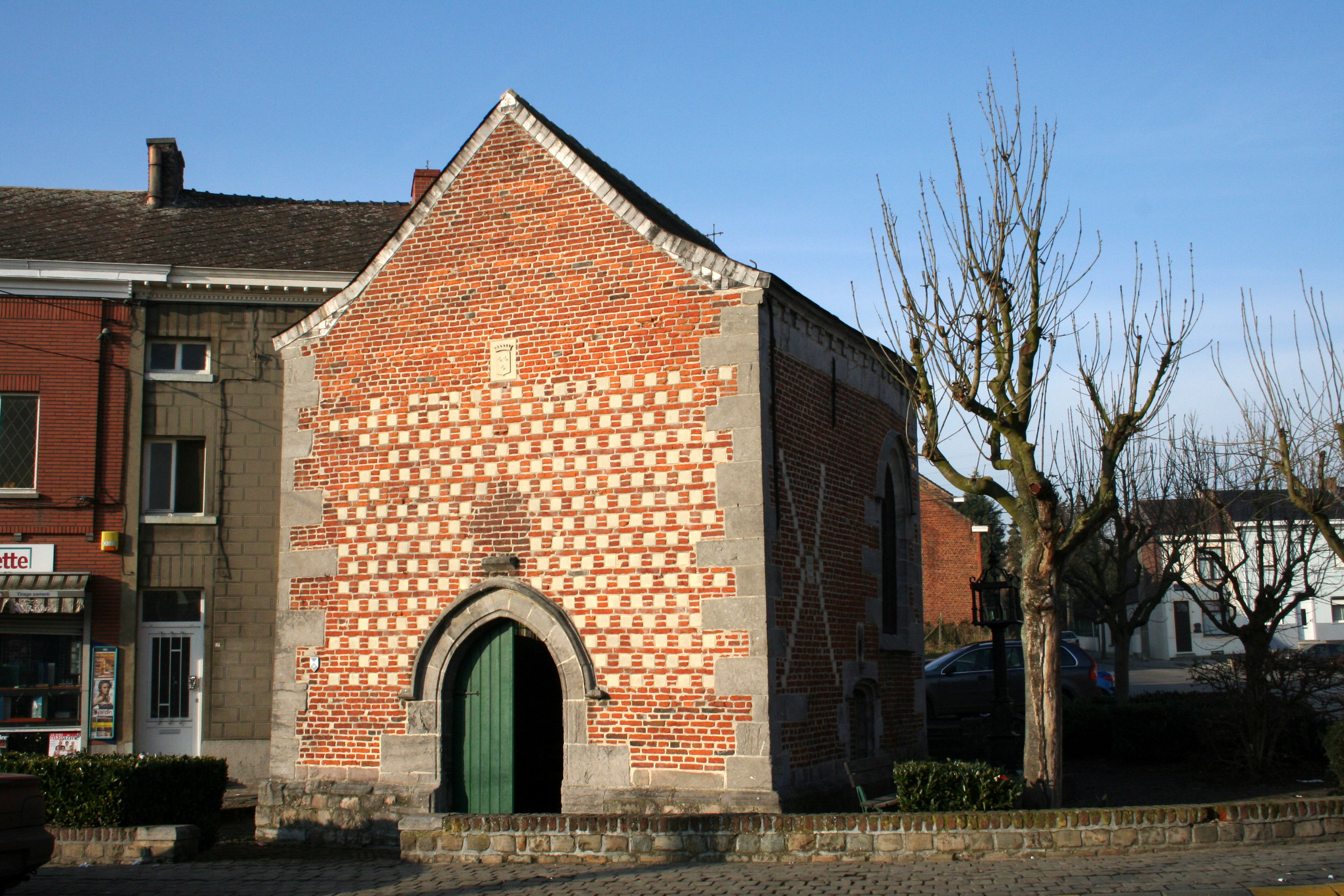
Chapelle Notre-Dame du Puits (1664).
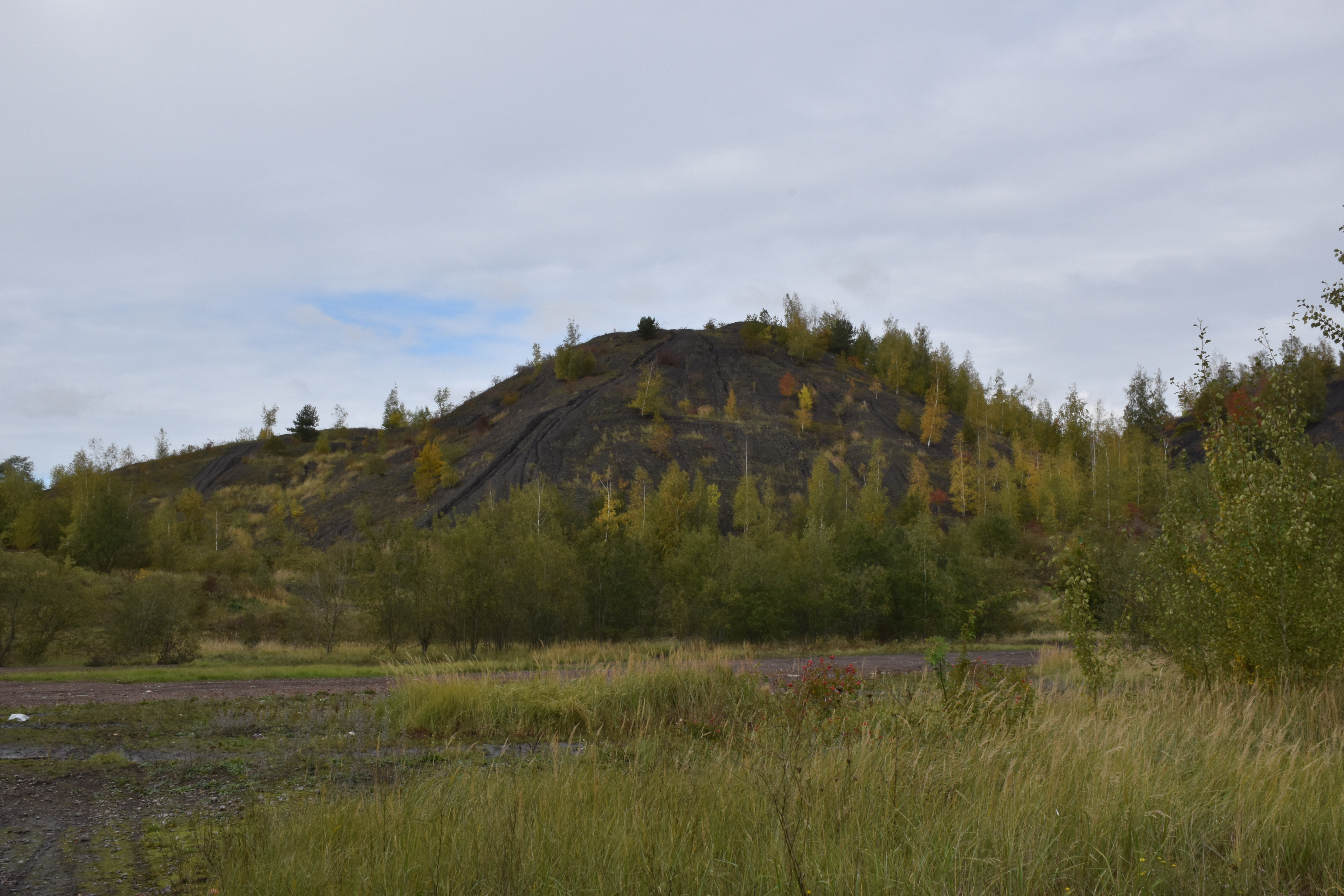
Terril du Quesnoy.